# Francisco José Sanclemente
Francisco José Sanclemente Molina (?) es un médico cirujano, oftalmólogo y diplomático colombiano, miembro del Partido Conservador Colombiano del cual es representante del sector ospinopastranista.
Sanclemente fue embajador de Colombia en Guatemala durante la presidencia de Juan Manuel Santos y también se encabezó las embajadas de Suecia, Finlandia, Islandia y Dinamarca. Como médico, Sanclemente fue  gerente General de Optisanitas desde 1994 hasta 2004 y presidente de la Asociación Colombiana de Empresas de Medicina Prepagada-Acemi. Afiliado al conservadurismo, fue representante a la cámara del Valle del Cauca por el sector pastranista de 1990 a 1991, concejal de Bogotá y secretario de salud de Bogotá durante la alcaldía de Andrés Pastrana, de 1988 a 1989.